# موتور عیدو کوسه
موتور عیدو کوسه یک منطقهٔ مسکونی در ایران است که در دهستان پیرسهراب واقع شده‌است. موتور عیدو کوسه ۶۲ نفر جمعیت دارد.